# Цинамдзгвришвили, Михаил Дорофеевич
Михаил Дорофеевич Цинамдзгвришвили (груз. მიხეილ დოროთეს ძე წინამძღვრიშვილი; 10 мая 1882, село Сурами — 28 декабря 1956, Тбилиси) — грузинский государственный деятель, российский и советский врач-терапевт, академик АН Грузинской ССР (1946). Депутат и член Президиума Верховного Совета Грузинской ССР.

## Биография
В 1910 году окончил медицинский факультет Императорского Харьковского университета и некоторое время работал в нём.
С 1915 года жил и работал в Тбилиси. С организацией Тбилисского университета преподавал в нём, доктор медицинских наук (26 июля 1923 года, первая докторская диссертация по медицинским наукам на грузинском языке), профессор с 1924; заведующий кафедрами диагностики медицинского факультета Тбилисского университета (1921—1930) и госпитальной терапии Тбилисского медицинского института (с 1930). Основатель и директор (1946—1956) первого в СССР Института клинической и экспериментальной кардиологии.
Избирался депутатом Верховного Совета Грузинской ССР трёх созывов.

## Память
С 1957 года его имя носит Институт клинической и экспериментальной кардиологии.
В Тбилиси (район Чугурети) есть улица Цинамдзгвришвили.